# Capron (Illinois)
Pour les articles homonymes, voir Capron.
Capron est une ville américaine, situé dans le Comté de Boone dans l'Illinois. La population de la ville était en 2000 de 961 habitants. 

## Géographie
Capron se trouve au nord-ouest de l'Oklahoma à l'est des Grandes Plaines.